# クラッシャー・リソワスキー
レジー "ザ・クラッシャー" リソワスキー（Reggie "The Crusher" Lisowski、本名：Reginald Lisowski、1926年7月11日 - 2005年10月22日）は、アメリカ合衆国のプロレスラー。ウィスコンシン州サウス・ミルウォーキー出身のポーランド系アメリカ人。より原音に近いファミリーネームの表記は「リゾウスキー」だが、本項では日本で定着している表記を使用する。
殴る・蹴るの喧嘩戦法を主体とした粗暴なラフファイターとして、ヒールのポジションで狂乱ファイトを繰り広げた後、キャリア途中よりベビーフェイスに転じ、主戦場のAWAを中心に人気を博した。ディック・ザ・ブルーザーとの元祖・極道コンビでの活躍も知られ、日本では「粉砕者」「ぶっ壊し屋」などの異名を持つ。

## 来歴
ハイスクール時代はアメリカンフットボールのフルバックで鳴らし、第二次世界大戦でドイツに駐留中は陸軍でレスリングを学んだ。終戦後、レンガ積み工やハイウェイ・パトロールなどの職を経て、1949年にプロレス入り。レジー・リソワスキー（Reggie Lisowski ）の名義で地元のミルウォーキーやシカゴなどの中西部を主戦場に、1953年11月3日にはコロラド州デンバーにてミゲル・ロペスを破り、タイトル初戴冠となるロッキー・マウンテン・ヘビー級王座を獲得、翌1954年2月16日にパット・オコーナーに敗れるまで保持した。
その後、アート・ネルソンとの金髪コンビでの活動を経て、1955年11月19日にはミルウォーキーにてルー・テーズのNWA世界ヘビー級王座に初挑戦している。1956年からは、後にアート・ネルソンの相棒にもなるスタン・ホレック（スタン・ネルソン）がスタン・リソワスキーと改名して新パートナーとなり、ギミック上の兄弟チームである「リソワスキー・ブラザーズ」を結成。以降、1950年代後半はリソワスキー兄弟として中西部から深南部、北東部、カナダまでNWAの主要テリトリーを転戦。各地区認定のNWA世界タッグ王座を再三獲得し、カナダのトロントではホイッパー・ビリー・ワトソン&ユーコン・エリックなどのチームとカナディアン・オープン・タッグ王座を争った。
1960年代に入るとスタン・リソワスキーとのコンビを解消し、クラッシャー・リソワスキー（Crusher Lisowski ）またはザ・クラッシャー（The Crusher）と名乗ってシングルプレイヤーに転向。WWWFの前身団体キャピトル・レスリング・コーポレーションでは1960年から1961年にかけて、ブルーノ・サンマルチノ、アントニオ・ロッカ、アーノルド・スコーラン、ベアキャット・ライト、ヘイスタック・カルホーン、レッド・バスチェン、マーク・ルーイン、プリモ・カルネラ、ジョニー・バレンタインらと対戦し、ニューヨークのマディソン・スクエア・ガーデンにも出場した。
1963年2月15日、ネブラスカ州オマハでバーン・ガニアを破り、オマハ版の世界ヘビー級王座を獲得。同年7月9日にもミネソタ州ミネアポリスにてガニアからAWA世界ヘビー級王座を奪取するが、同月20日にガニアに敗れて二冠を失う。その後、ガニアはオマハ版の王座をAWA王座に統合、クラッシャーもAWAを主戦場とし、同年11月29日にガニア、1965年8月21日にマッドドッグ・バションを破り、AWA世界ヘビー級王座には通算3回戴冠している。
また、従兄弟ともされていた同タイプのディック・ザ・ブルーザーとタッグチームを結成し、1963年8月20日にAWA世界タッグ王座を獲得。1960年代中盤からはブルーザーと共にベビーフェイスのポジションに回り、ラリー・ヘニング&ハーリー・レイスと抗争を繰り広げた。ブルーザーが主宰していたインディアナ州インディアナポリスのWWAでは、1967年1月21日にクリス・マルコフ&アンジェロ・ポッフォのデビルズ・デュオからWWA世界タッグ王座を奪取。1968年12月28日にはシカゴにて、当時AWAとWWAの両世界タッグ王者チームだったミツ・アラカワ&ドクター・モトを破り、二冠を手中にしている。

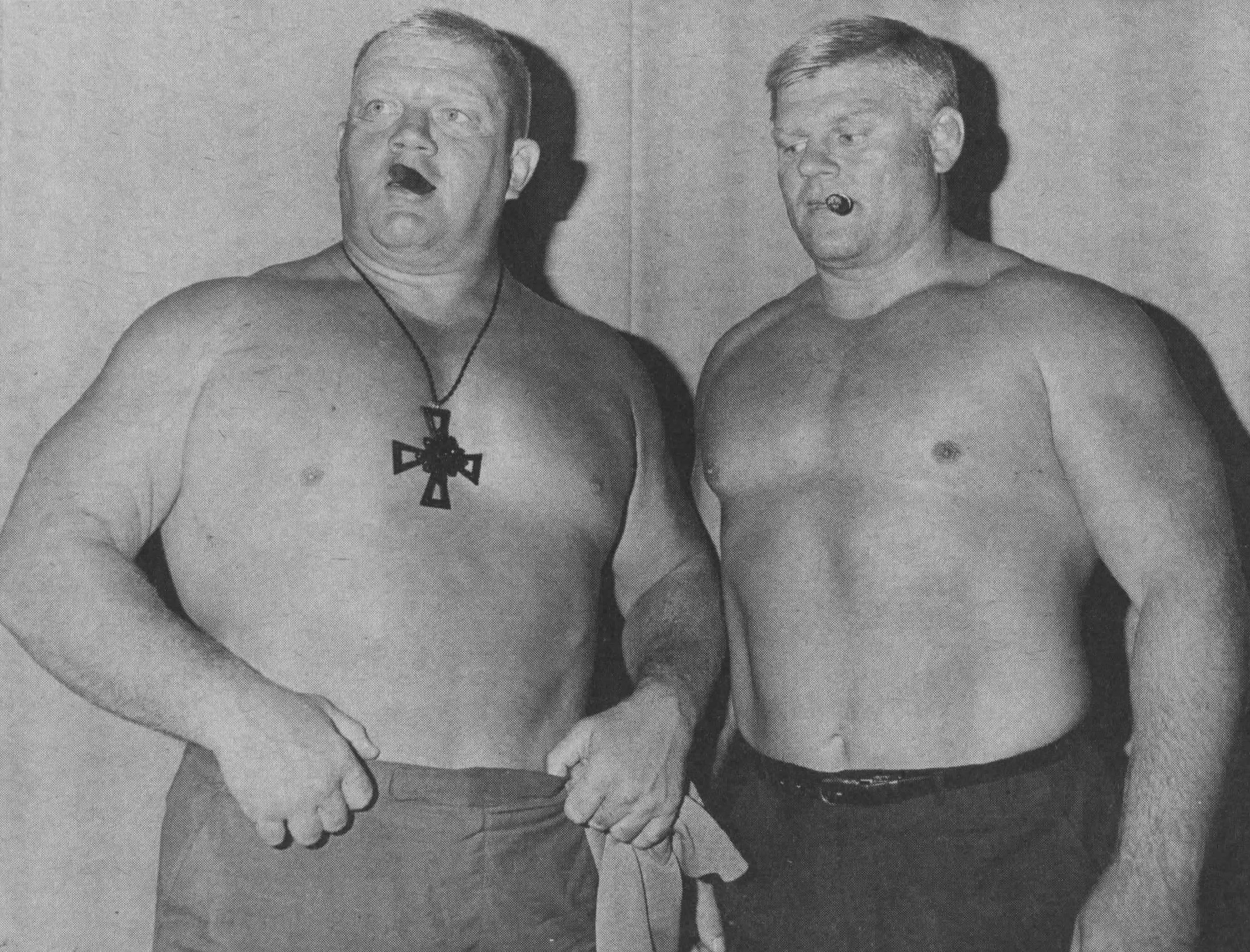
ブルーザー（左）&クラッシャー（1973年）

その後もブルーザーとのコンビでは、1960年代末から1970年代前半にかけて、マッドドッグ&ブッチャー・バションのバション・ブラザーズ、ダスティ・ローデス&ディック・マードックのテキサス・アウトローズ、ブラックジャック・マリガン&ブラックジャック・ランザのザ・ブラックジャックスなどの強豪チームと抗争を展開。1975年8月16日にはニック・ボックウィンクル&レイ・スティーブンスを破り、ブルーザーと組んでの通算5回目のAWA世界タッグ王座戴冠を果たす。同年9月20日にはインディアナポリスにてジャック・グレイ&ザリノフ・ルブーフのザ・リージョネアーズからWWA世界タッグ王座も奪取。再び二冠王となり、WWA王座は翌1976年3月13日にオックス・ベーカー&チャック・オコーナー、AWA王座は同年7月23日にランザ&ボビー・ダンカンに敗れるまで保持した。
王座陥落後はブルーザーとのコンビを一時解消してAWAに定着し、1977年2月13日にはアンドレ・ザ・ジャイアントと組んで新王者チームのランザ&ダンカンに挑戦。以降もバション、バロン・フォン・ラシク、スーパー・デストロイヤー、アンジェロ・モスカ、ロード・アルフレッド・ヘイズ、スーパー・デストロイヤー・マークIIらと抗争し、ボックウィンクルの保持するAWA世界ヘビー級王座にも再三挑戦した。1979年はジム・バーネット主宰のジョージア・チャンピオンシップ・レスリングにも参戦、9月21日にアトランタのオムニ・コロシアムにてトミー・リッチと組み、イワン・コロフ&オレイ・アンダーソンからNWAジョージア・タッグ王座を奪取している。
1980年代初頭は、フェイスターンした旧敵のバションやラシクとベテラン・コンビを組み、当時のAWA世界タッグ王者チームだったジェシー・ベンチュラ&アドリアン・アドニスのイースト・ウエスト・コネクションに再三挑戦。同じく「クラッシャー」を名乗るジェリー・ブラックウェルとも抗争を展開した。1982年より一時リングを離れるも、1984年に復帰して、5月6日にグリーンベイにてラシクと組んでブラックウェル&ケン・パテラを破り、8年ぶりにAWA世界タッグ王座に返り咲く。8月25日にラスベガスでロード・ウォリアーズに奪取されるが、58歳での最後のタイトル戴冠を果たした。
その後もAWAのビッグイベントに単発的に出場して、ブルーザーとのコンビでロード・ウォリアーズやファビュラス・フリーバーズなど、当時を代表する新世代のタッグチームとも対戦。1985年9月28日にシカゴのコミスキー・パークで開催された "AWA SuperClash" における、ブルーザー&ラシクと組んでのザ・ラシアンズ（イワン&ニキタ・コロフ、クラッシャー・クルスチェフ）との6人タッグマッチを最後にAWAを離れた。
1986年10月5日、AWAの主要都市セントポールで行われたWWFのハウス・ショーに、覆面レスラーのクラッシャー・マシーン（Crusher Machine）に扮してサプライズ登場。スーパー・マシーン&ビッグ・マシーンのWWF版マシーン軍団の一員として、AWA時代からの因縁を持つマネージャーのボビー・ヒーナン率いるファミリーとの6人タッグマッチに出場した。試合後は覆面を脱いで素顔に戻り、同月23日にはハルク・ホーガンと組んでヒーナン・ファミリーのビッグ・ジョン・スタッド&キングコング・バンディと対戦。以降も主戦場としていた中西部地区におけるWWFの興行にスポット参戦し、1987年1月23日には負傷したダイナマイト・キッドに代わってデイビーボーイ・スミスのパートナーとなり、ブレット・ハート&ジム・ナイドハートのハート・ファウンデーションが保持していたWWF世界タッグ王座に挑戦。同年3月16日には再びホーガンと組んでカマラ&ホンキー・トンク・マンの異色コンビと対戦、11月16日にはテーズやエドワード・カーペンティア、ボボ・ブラジル、ジン・キニスキー、キラー・コワルスキーなどのオールドタイマーによるバトルロイヤルに出場した。
1988年2月15日、ネブラスカ州オマハにおけるパテラと組んでのデモリッション（アックス&スマッシュ）とのタッグマッチが記録としての現役最後の試合となり、以降は1989年までWWFに時折登場していた。その後は1998年5月31日、ミルウォーキーで開催されたPPV『オーバー・ジ・エッジ』にバションと共に登場、レジェンドとして迎えられ、当時ヒールのポジションにいたジェリー・ローラーとも絡んだ。
2005年10月22日、故郷のサウス・ミルウォーキーにて脳腫瘍のため死去。79歳没。晩年は股関節および膝関節の置換手術や心臓のバイパス手術など、複数の手術を受けていた。

### 日本での活躍
1967年12月、シリーズ後半戦への特別参加で日本プロレスに初来日。12月6日に東京都体育館にてジャイアント馬場のインターナショナル・ヘビー級王座に挑戦したが反則裁定となり、翌1968年1月3日に蔵前国技館にて再戦が行われた。同日はTBS体制下の国際プロレスがルー・テーズ対グレート草津のTWWA世界ヘビー級王座戦をメインイベントに近隣の日大講堂で興行を開催しており、「隅田川の対決」などと呼ばれる興行戦争としても注目を集めた。この来日時は、最終戦の2月3日に大田区体育館にてビル・ミラーと組み、馬場&アントニオ猪木のBI砲が保持していたインターナショナル・タッグ王座にも挑戦した。1969年はディック・ザ・ブルーザーとのコンビでの来日が実現、8月11日に札幌中島スポーツセンターにてBI砲を破り、インターナショナル・タッグ王座を奪取している。同月14日には広島県立体育館において、大木金太郎のアジアヘビー級王座にも挑戦した。
1972年11月にはAWAとの提携ルートでブルーザーと共に国際プロレスに来日し、11月24日に岡山武道館にてストロング小林&グレート草津のIWA世界タッグ王座に挑戦。11月27日には愛知県体育館にて、小林&草津を相手に日本初となる金網タッグデスマッチを行ったが、試合方式を「金網から先に脱出した方が勝ち」というアメリカ式のエスケープ・ルールと誤認。ダウンした小林と草津を残して場外に脱出してそのまま控室に戻って無効試合となったため、怒った観客が暴動を起こして機動隊が出動するという騒ぎとなった。シングルでは翌28日に、静岡にて小林のIWA世界ヘビー級王座に金網デスマッチで挑戦している。この来日時、ブルーザーとクラッシャーは「WWA世界タッグ王者チーム」の触れ込みで参戦しており、27日の金網タッグデスマッチは小林と草津の挑戦を受けたWWA世界タッグ王座の防衛戦として行われ、11月30日には茨城県スポーツセンターにて、決着戦としてIWAとWWAの両タッグ王座のダブルタイトルマッチが組まれたが、この時点での実際のWWA世界タッグ王者チームはザ・ブラックジャックスであり、ブルーザーとクラッシャーはタイトルを保持していなかった。なお11月29日には東京都体育館にて、小林&マイティ井上との防衛戦も行われている。
最後の来日はAWAとWWAの両世界タッグ王座戴冠中の1976年1月、ブルーザーとのコンビで全日本プロレスに参戦。1月26日に愛知県体育館、29日に東京都体育館にて、馬場&ジャンボ鶴田のインターナショナル・タッグ王座に連続挑戦している。日本マットには日本プロレスに3回、全日本プロレスと国際プロレスに各1回、通算5回登場。日本プロレスへの3度目の参戦からは、いずれもブルーザーと組んでの来日だった。

## 逸話

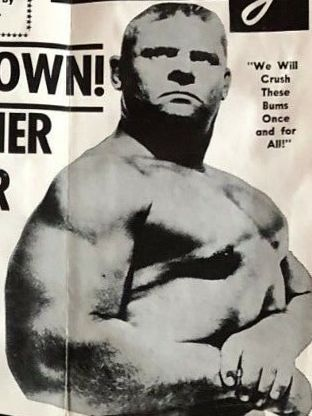
"Chicago Wrestling Club Newsletter"（1968年）

- ビールの生産地で知られるミルウォーキー出身のポーランド系アメリカ人として、ビア樽をかついでミシガン湖沿いをランニングしたなどと豪語していた[2]。1967年12月の初来日時も、記者会見の席上で杯状のトロフィーにビールを注いで飲み干しており、報道陣の前で1ダース分のビールを空にした[1]。
- プロレス入りする前はハイウェイ・パトロールの警察官をしていたというが、飲酒運転を取り締まるべき本人がパトカーの中でビールを飲んでいたために、短期間で解雇されたという[30]。試合中も、ポルカのステップを踏むように対戦相手を踏みにじりながら『ビヤ樽ポルカ』を口ずさんでいた[30]。
- 後年のザ・ロックのように、猥褻なスラングや造語を盛り込んで対戦相手をこきおろすトラッシュ・トークの名手でもあり、リック・フレアーは少年時代、クラッシャーのインタビューが大のお気に入りだったと自著で記述している[39]。
- 毎日4キロの牛肉を平らげると豪語していた。

## 得意技
- ボロ・パンチ（日本では「メガトン・パンチ」と呼称された[30]）
- フルネルソン（スタン・リソワスキーとの兄弟ギミック時代のフィニッシュ・ホールド）
- ストマック・クロー
- メリケンサック攻撃

## 獲得タイトル
アメリカン・レスリング・アソシエーション
- AWA世界ヘビー級王座：3回[11]
- AWA世界タッグ王座：9回（w / ディック・ザ・ブルーザー×5、バーン・ガニア、レッド・バスチェン、ビル・ロビンソン、バロン・フォン・ラシク）[12]

メープル・リーフ・レスリング
- NWAカナディアン・オープン・タッグ王座：2回（w / スタン・リソワスキー）[7]

NWAシカゴ
- NWA世界タッグ王座（シカゴ版）：3回（w / アート・ネルソン、スタン・リソワスキー×2）[40]

NWAミネアポリス
- NWA世界タッグ王座（ミネアポリス版）：2回（w / スタン・リソワスキー）[41]

ジョージア・チャンピオンシップ・レスリング
- NWA世界タッグ王座（ジョージア版）：2回（w / アート・ネルソン、スタン・リソワスキー）[42]
- NWAジョージア・タッグ王座：1回（w / トミー・リッチ）[17]

ワールド・レスリング・アソシエーション（インディアナポリス）
- WWA世界タッグ王座（インディアナポリス版）：6回（w / ディック・ザ・ブルーザー）[13]

ワールド・チャンピオンシップ・レスリング
- WCW殿堂：1994年[43]

日本プロレス
- インターナショナル・タッグ王座：1回（w / ディック・ザ・ブルーザー）[35]

その他
- ロッキー・マウンテン・ヘビー級王座：1回[4]
- ネブラスカ・ヘビー級王座：1回[44]
- 世界ヘビー級王座（オマハ版）：1回[10]